# Asiatisk gapnäbbsstork
Asiatisk gapnäbbsstork (Anastomus oscitans) är en fågel i familjen storkar inom ordningen storkfåglar.

## Utseende
Den asiatiska gapnäbbsstorken är en rätt liten (68 cm) stork med en kraftig näbb som har en karakteristisk glipa mellan näbbhalvorna. Fjäderdräkten är mestadels vit (under häckning) eller gråvit, med svarta vingpennor och stjärt. Benen är vanligen matt skära, under häckningstid mer färgglada. Ungfågeln är brun grå på huvud, hals och bröst. På ovansidan är bruna manteln och skapularerna något ljusare än de svartaktiga vingpennorna.

## Utbredning och systematik
Fågeln förekommer i låglänta områden från indiska subkontinenten till Sydostasien. Den behandlas som monotypisk, det vill säga att den inte delas in i några underarter.

## Status
Artens population har inte uppskattats och dess populationstrend är okänd, men utbredningsområdet är relativt stort. Internationella naturvårdsunionen IUCN anser inte att den är hotad och placerar den därför i kategorin livskraftig.